# Eugen Munteanu

Eugen Munteanu, Paris, 1998

Eugen Munteanu (n. 18 august 1953, Seimeni, județul Constanța) este un filolog, lingvist, traducător și eseist român, cunoscut în particular pentru lucrările sale de biblistică și de filosofie a limbajului, membru corespondent al Academiei Române din 2024.

## Biografie
S-a născut în comuna Seimeni, județul Constanța, fiind fiul lui Nicoleta (n. Cocor) și Ilarion Munteanu. În 1978 a absolvit, ca șef de promoție, Facultatea de Filologie din cadrul Universității „Alexandru Ioan Cuza” din Iași (secția limba și literatura română-limbi clasice). Primul post de profesor l-a ocupat la o școală generală, apoi la Școala Normală „Vasile Lupu” din Iași. În 1983 a devenit cercetător științific la Centrul de Lingvistică, Istorie Literară și Folclor (actualul Institut de Filologie Română „A. Philippide”) din Iași. Aici a făcut parte din colectivul de redactare a Dicționarului limbii române (DLR) al Academiei Române.
În 1990 a obținut prin concurs postul de lector la Catedra de Limbă Română și Lingvistică generală a Universității „Alexandru Ioan Cuza” din Iași, iar trei ani mai târziu și-a susținut teza de doctorat (Influența modelelor clasice asupra limbii traducerilor românești din secolul al XVII-lea. Lexicul), devenind conferențiar, iar din 1999 profesor. Între 1997 și 1999 a fost lector de limbă română la Universitatea Paris IV - Sorbona, iar între 1999 și 2001 a lucrat în calitate de cercetător invitat la Institutul de Romanistică al Universității „Friedrich Schiller” din Jena. Între 2006-2008 și 2009-2010 a fost profesor-invitat la Institutul de Romanistică al Universității din Viena. Între 2009-2013 a fost director al Institutului de Filologie Română „A. Phillipide” din Iași.
În prezent este profesor la Universitatea „Alexandru Ioan Cuza” din Iași și director-coordonator al Centrului de Studii Biblico-Filologice „Monumenta linguae Dacoromanorum”.

## Profil
A debutat cu articole, comentarii și eseuri în 1977, la revista Opinia studențească. Continuă să scrie studii, articole, recenzii și traduceri comentate în publicații precum Cronica, Caietele Eminescu, Tribuna, Anuar de lingvistică, istorie literară și folclor, Analele științifice ale Universității «Al. I. Cuza» (pentru care este din 1995 redactor responsabil), Limba română, Studii și cercetări lingvistice, Dacoromania (Freiburg im Breisgau), Revista română, Contrapunct, România literară, Timpul, Balkan Archiv, Revue de linguistique romane, Romanische Sprachgeschichte (Berlin-New York), Idei în dialog, Romanische Forschungen, Zeitschrift fur romanische Philologie ș.a.
Printre principalele volume publicate de Eugen Munteanu se numără Lexicologie biblică românească, Introducere în lingvistică și Aeterna Latinitas. Mică enciclopedie a gândirii europene în expresie latină (1997, în colaborare), precum și o suită de traduceri în ediții bilingve, cu ample studii introductive, note și comentarii, din literatura latină antică sau medievală (Sf. Augustin, Toma de Aquino, Carmina Burana), dar și din literatura franceză (J. J. Rousseau, Rivarol, Ernest Renan) ori din cea germană (J. Grimm, W. von Humboldt, Eugen Coșeriu). A colaborat, de asemenea, la ediții critice monumentale: H. Tiktin, Rumänisch-deutsches Wörterbuch (I-III, 1988-1994; Premiul „Timotei Cipariu” al Academiei Române), Biblia de la București, în seria „Monumenta Linguae Dacoromanorum”(I-III, 1988-1994; Premiul „B. P. Hasdeu” al Academiei Române).

### Parcurs profesional
din 2011 - Membru titular al Uniunii Scriitorilor din România
din 2010 - Președinte fondator al Asociației de Filologie și Hermeneutică Biblică din România.
2009-2013 - Director al Institutului de Filologie Română “A. Philippide” din Iași.
2006-2008, 2009-2010 — Profesor-invitat de lingvistică și filologie românească (Gastprofessor) la Institutul de Romanistică, Universitatea din Viena, Austria.
2006 — 2009 - Director executiv al Școlii Doctorale de Studii Filologice a Facultății de Litere, Universitatea „Alexandru Ioan Cuza”, Iași.
din 2004 — Conducător de doctorat la Universitatea “Al. I. Cuza”; domeniul: filologie, specialitatea: limba română; 35 de doctoranzi (18 teze susținute).
2000-2008 — Profesor-invitat (Gastdozent) la cursurile intensive de limba română (Intensivkurse Rumänisch), Institutul de Romanistică, Universitatea “Friedrich Schiller”, Germania (2 săptămâni pe an).
1999-2001 — Cercetător științific invitat (Gastwissenschafter) la Institutul de Romanistică, Universitatea “Friedrich Schiller” din Jena, Germania.
1999 — Profesor la Catedra de Limbă română și Lingvistică generală, Facultatea de Litere, Universitatea “Al. I. Cuza” din Iași.
1997-1999 — Lector de limbă și literatură română la Universitatea Paris IV-Sorbonne.
1995-1999 — Conferențiar la Catedra de Limba Română a Facultății de Litere la Universitatea “Al. I. Cuza” din Iași.
1995-1997 — Profesor invitat la Institutul Universitar Romano-Catolic din Iași.
1993 — Teza de doctorat cu titlul Influența modelelor clasice asupra limbii traducerilor românești din secolul al XVII-lea. Lexicul.
1990-1995 — Lector la Catedra de Limbă Română a Facultății de Litere la Universitatea “Al. I. Cuza” din Iași.
1986-1989 — Organizator și conducător al unui Seminar de limbi clasice (latină și greacă) în cadrul Institutul de Filologie Română “A. Philippide” din Iași (3 ani, 24 de participanți, cercetători și studenți).
1984-1985 — Cursuri postuniversitare de limba germană (cu durata de un an, 12 ore săptămînal) la Universitatea “Al. I. Cuza” din Iași, absolvite cu media maximă.
1983-1990 — Cercetător la Institutul de Filologie Română “A. Philippide” din Iași; redactor la Dicționarul limbii române (DLR), elaborat sub auspiciile Academiei Române.
1981-1983 — Profesor de liceu de limba și literatura română la Școala Normală “Vasile Lupu” din Iași.
1978-1981 — Profesor de limba și literatura română la Școala Generală nr. 3 din Iași.
1978 — Absolvent, ca șef de promoție, al Facultății de Litere, Universitarea ”Al.I.Cuza” din Iași, specializările filologie românească/ filologie clasică.
1972 — Absolvent, cu diplomă de bacalaureat, al Liceului Teoretic nr. 4 din Constanța, secția umanistă.
1968 — Absolvent al Școlii Generale de 8 ani din comuna Seimeni, jud. Constanța.

### Stagii de studiu și cercetare în stăinătate
2003, iulie-august, invitat al Universității din Jena, cercetător științific asociat.
1998, iulie-august, invitat al universităților din Münster și Jena, cercetător științific asociat.
1996, iunie, profesor-invitat al Universității din Konstanz.
1994, iulie-august, invitat al Universității din Heidelberg, cercetător științific asociat.
1990, ianuarie-martie, invitat al Universității din Freiburg im Breisgau (Germania), cercetător științific asociat.
1987, septembrie-octombrie, Freiburg im Breisgau (Germania), bursier DAAD.
1985, august, Freiburg im Breisgau (Germania), cursuri de vară de limba germană.

### Activitate științifică instituțională
a. În plan național
2011-2014 - Director de proiect (Grant CNCSIS: cod. 1578, valoare: 1.030.200 lei) al temei Prima traducere românească a Septuagintei, operă a lui Nicolae Milescu (Ms. 45 BAR Cluj). Ediție critică, studii lingvistice și filologice
2008- Director de proiect al temei ”Biblia 1688” în cadrul Centrului de Studii Biblico-Filologice ”Monumenta linguae Dacoromanorum” din Iași.
2005-2007 — Director de proiect (Grant CNCSIS: cod. 1394, valoare: 459 milioane lei) al temei Etnonimia românească. Dicționar istoric al numelor de țări și popoare în limba română.
2007-2010 — Membru în colectivul de cercetare al proiectului Dicționar de termeni religioși român-francez, francez-român (Grant CNCSIS, cod 416. Director de proiect, dr. Felicia Dumas).
2007-2010 — Responsabil pentru Facultatea de Litere, Universitatea Al.I. Cuza, Iași, în proiectul de cercetare Dicționarul tezaur al limbii române în format electornic (eDTLR). Grant CNMP, cod 1696, consorțiu cu Academia Română, filialele din București, Iași și Cluj). Director de proiect, prof. Dr. Dan Cristea.
2006-2007 — Membru în colectivul de cercetare al proiectului Resurse lingvistice in format electronic: Monumenta linguae Dacoromanorum. Pars VII. Regum I, Regum II - editie critică și corpus adnotat (Grant CNCSIS: Cod 1454. Director de proiect: cercet. șt. princ. I dr. Gabriela Haja).
2003-2007 — Membru al proiectului Septuaginta. Versiune comentată, în limba română, a Bibliei grecești. Proiectul este coordonat și finanțat de New Europe College din București; directorul proiectului: prof. dr. Andrei Pleșu.
1987-1996 — Membru al colectivului de elaborare a ediției critice a Bibliei de la București (1668), în seria Monumenta linguae Dacoromanorum; colaborator la vol. I-Genesis (Iași, 1988), vol. II-Exodus (Iași, 1991); coautor la vol. III-Leviticus (Iași, 1994). Responsabil pentru elaborarea și publicarea volumelor corespunzătoare cărților biblice ale “profeților minori” (Iosia, Ioil, Amos, Avdiu, Iona, Mihea, Naum, Avvacum, Sofonia, Aggheu, Zaharia, Maleahi) (coordonatori: prof dr. Paul Miron, prof. dr. Al. Andriescu, prof. dr. Vasile Arvinte).
1983-1989 — Redactor la Dicționarul Academiei (literele E, L, V).
b) În plan internațional
2007-2010 Membru al proiectului Dictionnaire Etimologique Roman (DERom), proiect în consorțiu, franco-german, cu colaborare internațională. Finanțatori: Agence nationale de la Recherce (ANR-Franța) și Deutsche Forschungsgemeinschaft (DfG-Germania). Directori de proiect: prof. dr. Eva Buchi (Nancy) și prof. dr. Wolfgang Schweickard (Saarbrücken). Valoarea proiectului: 680.000 Eur.
2006-2010 — Profesor-asociat la Graduiertenkolleg «Kulturelle Orientierungen und gesellschaftliche Ordnungsstrukturen in Südosteuropa», în cadrul Universităților din Jena și Erfurt. Finanțatori: Deutsche Vorschungsgemeinschaft (DfG) și landul Thuringia. Director: Prof. Dr. Joachim von Puttkamer. Organizator, în aceasta calitate, al Seminarului (Sommerakademie) cu tema “Europadiskurse”, Iași, 23-30 septembrie 2007.
1979-1987 — Participant la programul de colaborare științifică între Universitatea din Iași și Universitatea din Freiburg im Breisgau, Germania: ediția a II-a, revăzută și augmentată a lucrării Rumänisch-deutsches Wörterbuch de Heimann Tiktin, apărută în trei tomuri la editura Otto Harrassowitz, Wiesbaden, 1985-1987 (coord. prof. dr. Paul Miron).

### Responsabilități publice
- 2010 : președinte fondator al Asociației de Filologie și Hermeneutică Biblică din România.
- din 2009 : director al Institutului de Filologie Române „A. Philippide” din Iași (al Academiei Române).
- 2006 2009: director executiv al Școlii Doctorale de Studii Filologice a Facultății de Litere, Universitatea „Alexandru Ioan Cuza”, Iași.
- 2008-2012: membru în Consiliul Profesoral al Facultății de Litere, Universitatea „Alexandru Ioan Cuza”, Iași.
- din 2006: membru al Consiliului Național de Recunoaștere și Echivalare a Diplomelor (ordinul ministrului nr. 573/21.11.2006).
- 1996 1997: prodecan al Facultății de Litere, Universitatea Al. I. Cuza din Iași, membru în Consiliul Profesoral al Facultății de Litere.
- 1995 2006 — redactor responsabil al “Analelor științifice ale Universității Al. I. Cuza”, secțiunea Lingvistică.
- 1994 1999: vicepreședinte al Filialei din Iași a Societății de Științe Filologice din România.
- 1980 1989: Secretar științific al Filialei Iași a Asociației de Studii Orientale din România.

### Membru în comisii de experți
2011, ianuarie — membru al colegiului editorial al revistei „Phililogica Jassyensia“ (Iași)
2011, ianuarie — membru al colegiului editorial al revistei „Anuar de lingvistică și istorie literară“(Iași)
2010, mai — senior editor al revistei „Biblicum Jassyense. Romanian Review for Biblical Philology and Hermeneutics
2010, aprilie — membru al colegiului de redacție al revistei „Limba română“, Chișinău.
2008, martie — inițiator și coordonator al colecției “Fontes Traditionis. Colecție de texte bisericești vechi” la Editura Universității «Alexandru Ioan Cuza» din Iași
2007, martie — membru în Consiliul științific al colecției “Biblioteca medievală”, coordonată de Alexander Baumgarten la Editura Polirom din Iași.
1999 2005 — redactor responsabil al “Analelor științifice ale Universității Al. I. Cuza”, secțiunea lingvistică.
2007, martie — membru în Consiliul științific al colecției “Biblioteca medievală” , coordonată de Alexander Baumgarten la Editura Polirom din Iași.

## Distincții

### Pentru lucrări personale
- Premiul “Timotei Cipariu” al Academiei Române pe anul 1995 (acordat în 1997) pentru volumul Studii de lexicologie biblică, Editura Universității, Iași, 1995.
- Premiul “Cartea anului” la Salonul Național de Carte, Chișinău, 1997, acordat pentru volumul Aeterna latinitas. Mică enciclopedie a gândirii europene în haină latină, Editura Polirom, 1997.
- Premiul pentru traducere la Salonul Național de Carte, Cluj, noiembrie 1998, acordat de Ministerul Culturii, pentru volumul Carmina Burana. Ediție bilingvă comentată, Editura Polirom, Iași, 1998.
- Diploma de onoare „Sfântul Apostol Andrei, ocrotitorul României”, acordată de ÎPS Daniel, Patriarhul României, la data de 13 decembrie 2013, „pentru activitate rodnică, folositoare Bisericii și societății”.
- Premiul «Vasile Pogor» acordat de Primăria Municipiului Iași, în cadrul manifestării anuale „Seara valorilor 2019ˮ, Iași, 14 octombrie 2019
- Medalia «Konstantin Jireček» „pentru realizări excepționale în domeniile științei și culturii“ pe anul 2020, conferită de Asociația pentru Europa de Sud Est (Konstantin-Jireček-Medaille der Südosteuropa-Gesellschaft), München/Berlin, septembrie 2019. Festivitatea de decernare, 20 februarie 2020, München

### Pentru lucrări colective
- Premiul “Timotei Cipariu” al Academiei Române pe anul 1989, pentru H. Tiktin, Rumänisch-deutsches Wörterbuch, 2. überarbeitete und ergänzte Auflage, hrsg. von Paul Miron, Otto Harrasowitz Verlag, Wiesbaden, 3 vol., 1985-1987.
- Premiul “Bogdan Petriceicu Hasdeu” al Academiei Române pe anul 1991, pentru Biblia 1688, Pars. I, Genesis, Iași 1988, Pars II Exodus, în seria Monumenta linguae Dacoromanorum, Iași 1991.
- Premiul “Cea mai bună carte a anului”, acordat în decembrie 2004 de revista “România literară” pentru volumul C. Bădiliță et alii (coord.) Septuaginta, vol. I, Polirom, Iași, 2004.
- Premiul Asociației Editorilor din România pentru cea mai bună editare a unei cărți străine, acordat în 2004 pentru volumul C. Bădiliță et alii (coord.) Septuaginta, vol. I, Polirom, Iași, 2004.

### Alte distincții
- Titlul de «Cetățean de onoare al Municipiului Iași», acordat prin Hotărârea nr. 39 din 26 februarie 2021 a Consililului Local al Municipiului Iași.

## Aprecieri critice

### Mențiuni generale
Inițial publicând cronici literare, recenzii, eseuri și articole care aprofundau unele aspecte ale poeziei clasice românești (Mihai Eminescu, George Bacovia, Lucian Blaga, Ion Barbu), Eugen Munteanu se va orienta în cele din urmă spre studii de istorie a filosofiei limbajului (manifestând o predilecție pentru Evul Mediu, scolastici și Antichitatea târzie), dar și de istorie a limbii române literare. Cercetările lui conturează o sferă de preocupări științifice complementare, între care cele biblice ocupă un loc de prim-plan.
Conform Dicționarului General al Literaturii Române, lucrarea Studii de lexicologie biblică introduce o metodă nouă în abordarea textuală, comparativă, interlingvistică și istorică a lexicului de origine biblică al limbii române. Cunoașterea limbilor vechi (latină, greacă, slavonă, ebraică) și a mai multor limbi moderne i-au permis exegetului descrierea unor interesante fenomene de transfer semantic și frazeologic din limbile “sacre” în limba română, produse prin procesul de traducere. Comentariile scrise pentru traducerile biblice publicate în seria Monumenta Linguae Dacoromanorum se caracterizează prin finețea distincțiilor și bogăția asociațiilor, prin rigoare și subtilitate, iar demersul interpretativ este unul solid prin erudiție și fluid în expunere. Admirator declarat al Evului Mediu latin și al filosofiei scolastice, Eugen Munteanu face parte din generația de tineri exegeți care după 1990 au contribuit la trezirea interesului pentru această zonă culturală. Tălmăcirile din Sf. Augustin (De dialectica, De Magistro, Confessiones), Plotin, William Ockham, Thomas de Aquino sau din Emanuel Swedenborg se remarcă prin corectitudinea transpunerii, grija pentru detaliul lingvistic, adecvarea terminologică, acuratețea expresiei și printr-o orientare constantă către sensibilitatea stilistică a cititorului modern. Amplitudinea și rafinamentul care caracterizeaza comentariile lui Eugen Munteanu ies în evidență și în versiunea românească a marii antologii de poezie medievală Carmina Burana, alcătuită împreună cu Lucia-Gabriela Munteanu. Întocmită în aceeași colaborare, Aeterna Latinitas cuprinde in jur de opt mii de sintagme, expresii, maxime si formulări memorabile în limba latină (cele mai multe puțin cunoscute), fiind apreciată ca fiind cea mai completă lucrare de acest tip. 

### Mențiuni mai speciale
a) Eugeniu Coșeriu: “Eugen Munteanu, de la Iași, este un bun susținător al teoriei mele. Alți lingviști români, adică adepți efectivi, nu cred că mai există, deoarece aproape nimeni n-a citit tot ce-am scris eu (…). O conștiință teoretică deplină, o înțelegere a tuturor aspectelor, ca să știi unde să studiezi fiecare problemă, e foarte rară, după opinia mea, în România. Cei care s-au apropiat mai mult, în felul lor, sunt tocmai Borcilă și Munteanu, care încearcă să cuprindă mai multe aspecte, adică să vadă și semantica, și concepția istorică, și concepția despre sintaxă, și concepția despre lingvistica textuală, și filozofia limbajului, și toate celelalte aspecte care au fost dezvoltate de mine.”

b) Inclus cu articol monografic în: Eugen Simion (coord.), Dicționarul general al literaturii române, vol. III, L/O, Editura Univers Enciclopedic, București, 2005, p. 472-473 (autorul articolului: Victor Durnea).

c) Rodica Zafiu: “Cartea profesorului Eugen Munteanu Lexicologie biblică (București, Humanitas, 2008) e un volum exemplar, care fixează un reper și consolidează o ierarhie de valori. E o carte fundamentală, model de rigoare filologică, dar și de obiectivitate științifică.”

d) Bogdan Crețu, Un filolog pursânge, în “Ziarul finaciar”, 20 iunie 2008, p. 3.
e) Antonio Patraș, în „România literară”, nr. 12, 2010, p. 6: „Profesor la universitatea ieșeană, unde a construit o foarte modernă școală doctorală și a format generații de cercetători, filolog de faimă europeană și de o erudiție impresionantă, angajându se mereu în proiecte ambițioase, monumentale, infatigabilul Eugen Munteanu și a câștigat un binemeritat prestigiu în rândurile publicului cultivat.”

## Listă completă de lucrări și activități științifice

### Volume

#### Volume personale
1. Sf. Augustin, De dialectica/Despre dialectică. Ediție bilingvă, introducere, note, comentarii și bibliografie, Editura “Humanitas”, București, 1991, 238 p.1 ISBN 973-28-0176-x
2. Sfîntul Augustin, De Magistro/Despre Învățător. Ediție bilingvă, traducere, introducere, comentarii, note și bibliografie, Institutul European, Iași, 1995, 264 p.2 ISBN 973-9148-62-X.
3. Studii de lexicologie biblică, Editura Universității, Iași, 1995, 374 p. (premiul “Timotei Cipariu” al Academiei Române pe anul 1995, acordat în 1997)3.ISBN 973-9149-41-3
4. Aeterna Latinitas. Mică enciclopedie a gîndirii europene în expresie latină, Polirom, Iași, 1997, 450 p. (în colaborare cu Lucia Gabriela Munteanu)4. ISBN 973-9248-13-6
5. Carmina Burana. Ediție bilingvă comentată, Editura Polirom, Iași, 1998, 400 p (în colaborare cu Lucia Gabriela Munteanu; premiul pentru traducere la Salonul Național de Carte, Cluj, noiembrie, 1998, acordat de Ministerul Culturii )5. ISBN 973-683-086-1.
6. Thomas de Aquino, De ente et essentia/ Despre fiind și esență. Ediție bilingvă, traducere, introducere, note și comentarii, Editura “Polirom”, Iași, 1998, 180 p.6 ISBN 973-683-165-5
7. Jean Jacques Rousseau, Eseu despre originea limbajului. Traducere, introducere, note și comentarii, Editura “Polirom”, Iași, 1999, 230 p.7 ISBN 973-683-245-7.
8. Emanuel Swedenborg, Despre înțelepciunea iubirii conjugale. Versiune românească și postfață, “Polirom“, Iași, 1999. ISBN 973-683-290-2.
9. Sfîntul Augustin, Confessiones/ Confesiuni. Ediție bilingvă, traducere din limba latină, introducere și note, Editura “Nemira”, București, 2003, 687 p.8 ISBN 973-569-455-7.
10. Jacob Grimm/ Ernest Renan, Două tratate despre originea limbajului. Versiuni în limba română, cuvânt înainte, introduceri și bibliografie, Editura Universității, Iași, 2001, 224 p. ISBN 973-8243-05-X.
11. Rivarol, Discurs despre universalitatea limbii franceze, urmat de Maxime, reflecții, anecdote, cuvinte de duh. Antologie, traducere, introducere și bibliografie, Institutul European, Iași, 2003, 280 p. ISBN 973-611-136-9.
12. Leviticul. Traducere din limba greacă, introducere, note și comentarii de Eugen Munteanu, în vol. Cristian Bădiliță et alii (coord.), Septuaginta I, (Geneza, Exodul, Leviticul, Numerii, Deuteronomul), Colegiul Noua Europă/ Polirom, București/ Iași, 2004, p. 298 4189. ISBN 973-681-494-7.
13. Introducere în lingvistică, Polirom, Iași, 2005, 340 p10. ISBN 973-46-0196-2
14. Odele. Traducere din limba greacă, introducere, note și comentarii de Eugen Munteanu, în vol. Cristian Bădiliță et alii (coord.), Septuaginta IV/I (Psalmii, Odele, Proverbele, Ecleziastul, Cântarea cântărilor), Polirom, Iași, 2006, p. 351 388. ISBN 973-46-0188-1.
15. Cartea înțelepciunii lui Iisus Sirah. Traducere din limba greacă, introducere, note și comentarii de Eugen Munteanu, în vol. Cristian Bădiliță et alii (coord.), Septuaginta, IV/II (Iov, Înțelepciunea lui Solomon, Înțelepciunea lui Iisus Sirah, Psalmii lui Solomon), Polirom, Iași, 2007, p. 235-438. ISBN 978-973-46-0445-6.
16. Wilhelm von Humboldt, Diversitatea structurală a limbilor și influența ei asupra umanității. Versiune românească, introducere, notă asupra traducerii, {{}}tabel cronologic, bibliografie și indice de Eugen Munteanu, Humanitas, București, 2008, 425 p. ISBN 978-973-50-2013-2.
17. Lexicologie biblică românească, Editura Humanitas, București, 2008, 657 p. ISBN 978-973-50-1868-9.
18. Eugeniu Coșeriu, Istoria filosofiei limbajului. De la începuturi până la Rousseau. Ediție nouă, augmentată de Jörn Albrecht, cu o remarcă preliminară de Jürgen Trabant, versiune românească și indice de Eugen Munteanu și Mădălina Ungureanu, cu o prefață la ediția românească de Eugen Munteanu, Editura Humanitas, București, 2011. ISBN: 978-973-50-2961-6

Reeditări:
1. Sf. Augustin, De dialectica/Despre dialectică. Ediție bilingvă, introducere, note, comentarii și bibliografie. Ediția a II a, revizuită. Editura “Humanitas”, București, 2003, 238 p. ISBN 973-50-0404-6
2. Aeterna Latinitas. Mică enciclopedie a gîndirii europene în expresie latină. Ediția a II a, Editura Litera Internațional, Chișinău/ București, 2003, 450 p. ISBN 9736750515.
3. Carmina Burana. Ediție bilingvă comentată. Ediția a II a, revizuită. Editura Polirom, Iași, 2003, 400 p. ISBN 973-681-478-5
4. Sfîntul Augustin, Confessiones/ Confesiuni. Ediție bilingvă, traducere din limba latină, introducere și note. Ediția a II a, revizuită, Editura “Nemira”, București, 2006, 464 p. ISBN 973-569-896-X

#### În calitate de coautor
1. H. Tiktin, Rumänisch deutsches Wörterbuch, 2. überarbeitete und ergänzte Auflage, hrsg. von Paul Miron, Otto Harrassowitz Verlag, Wiesbaden, 3 vol., 1985 1987 (Premiul “Timotei Cipariu” al Academiei Române pe anul 1989).
2. Biblia 1688, Pars. I, Genesis, Iași 1988, Pars II Exodus, în seria Monumenta linguae Dacoromanorum, Iași 1991 (premiul “Bogdan Petriceicu Hasdeu” al Academiei Române pe anul 1991).
3. Biblia 1688, Pars III, Leviticus, în seria Monumenta linguae Dacoromanorum (coautor; contribuția personală: Comentarii lingvistice, filologice și exegetice, p. 163 204, precum și versiunea explicativă modernă, i.e. a cincea coloană a ediției), Editura Universității “Al. I. Cuza”, Iași, 1994.
4. Capitolul Sfînta Scriptură în limba română, în *** Enciclopedia Bibliei, Editura “Logos”, Cluj, 1996, p. 75 83.
5. Academia Română, Dicționarul limbii române (DLR), tomul XIII, partea I, litera V, V veni, Editura Academiei, București, 1997, 325 p.
6. Biblia 1688, Pars VIII, Paralipomenon I II, în seria Monumenta linguae Dacoromanorum, Editura Universității “Alexandru Ioan. Cuza”, Iași, 2011 (coautor; coordonator).

#### Volume editate
1. Eugen Coșeriu, Prelegeri și conferințe. Coeditor alături de Carmen Gabriela Pamfil, Ioan Oprea și Adrian Turculeț, în ANLL (1992 1993), Iași, 1994 (separatum, 190 p.).
2. Omul și limbajul său. Studia linguistica in honorem Eugenio Coseriu, Iași, Editura Universității, 1992, (coeditor alături de Dumitru Irimia, 360 p.).
3. Studia linguistica et philologica in honorem D. Irimia, Iași, Editura Universității, 2004 (coeditor alături de Ana Maria Minuț, 586 p.).
4. În calitate de secretar științific și, începând din 1999, redactor responsabil, tomurile pe anii 1990, 1991, 1992, 1993, 1994, 1995, 1996, 1997, 1998, 1999, 2000, 2001, 2002, 2003, 2004 și 2005 ale “Analelor științifice ale Universității Al. I. Cuza”, secțiunea lingvistică.
5. Signa in rebus. Studia linguistica et semiologica in honorem M. Carpov. Iași, Editura Universității, 2005 (coeditor alături de Mihaela Lupu, Florin Olaru și Iulian Popescu, 380 p.).
6. Rudolf Windisch, Studii de lingvistică și filologie românească. Editori: Eugen Munteanu, Oana Panaite, Editura Universitatii Al. I. Cuza, Iasi, 2006, 295 p. ISBN 978-973-703-195-2 (973-703-195-4).
7. Quaderni della Casa Romena di Venezia, VII, 2010. Atti del Congresso Internazionale «La Tradizione biblica romena nel contesto europeo» (Venezia, 22 23 aprilie 2010), a cura di Eugen Munteanu, Ana Maria Gînsac, Corina Gabriela Bădeliță, Monica Joița, Editura Universității «Alexandru Ioan Cuza», Iași, 2010, 170 p. ISSN: 1583 9397.
8. Receptarea Sfintei Scripturi, între filologie, hermeneutică și traductologie. Lucrările Simpozionului Național «Explorări în tradiția biblică românească și Europeană», Iași, 28 29 octombrie 2010. Editori: Eugen Munteanu (coord.), Ioan Florin Florescu, Ana Maria Gînsac, Maria Moruz, Sabina Savu Rotenștein, Mădălina Ungureanu, Editura Universității «Alexandru Ioan Cuza», Iași, 2011.

#### Cursuri universitare tipărite
1. Istoria limbii române literare, partea I (112 p. și anexe), partea a II a (86 p. și anexe), Editura Universității Al. I. Cuza din Iași, 2004.
2. Filosofia limbajului, Editura Universității Al. I. Cuza din Iași, 2004, 104 p.

### Articole și studii de specialitate

#### În publicații cotate ISI
1. Miron Costin et Laurentius Toppeltinus: entre l’imitation de la syntaxe latine et le maniérisme rhétorique, în “Revue de linguistique romane”, Nr. 257 258, Janvier Juin 2001 (Tome 65), Strasbourg, 2001, p. 197 222. ISSN: 0035-1458.
2. Der Streit um das Recht zur Bibelübersetzung ins Rumänische. Metropolit Andrei Șaguna vs. Publizist Ion Heliade Rădulescu, în “Romanische Forschungen”, nr. 120 4/2008, Frankfurt am Main, 2008, p. 425-458. ISSN: 0035-8126
3. Innovationsmechanismen im aktuellen intellektuellen Wortschatz des Rumänischen în “Zeitschrift für romanische Philologie”; 125:3 (2009); în curs de publicare (60 p.). ISSN: 0049-8661.

#### În reviste sau volume colective din străinătate
1. Biblia de la București (1688) și manuscrisele contemporane paralele, în “Dacoromania. Jahrbuch für östliche Latinität”, 7 (1988), Freiburg/München, 1988, p. 173 194. ISSN: 0342-0299. ISBN 3-495-45047-5.
2. Eminescu und der “Bruch” des modernen europäischen Bewusstseins, în “Dacoromania. Jahrbuch für östliche Latinität”, nr. 8, 1991, Freiburg/München, p. 97 114. ISSN: 0342-0299. ISBN 3-495-45047-5.
3. Literalitate și creativitate lexicală în Parimiile lui Dosoftei, în “Dacoromania. Jahrbuch für östliche Latinität”, nr. 10 (1993), Freiburg/München, p. 85 96. ISSN: 0342-0299. ISBN 3-495-45047-5.
4. Die rumänische Lexikalisierung von griechischen suneidesis, în vol. “Septième Congrès International d’Etudes du Sud Est Européen (Thessalonique, 29 1 août - 4 septembre). Communications”. Athenes, 1994, p. 163-166.
5. Slavon ou latin? Une réexamination du problème de la langue source des plus anciennes traductions roumaines du Psautier, în “Atti del XXI Congresso Internazionale di Linguistica e Filologia Romanza (Palermo 18-24 settembre 1995). Vol. VI, Sezione 8, Paradigmi interpretativi della cultura medievale”. A cura di Giovanni Ruffino, Max Niemeyer Verlag, Tübingen, 1998, p. 351 364. ISBN 3-484-50366-1 (3-484-50355-6 – întreaga serie).
6. La Bible comme source d’innovation lexicale pour le vieux roumain ecrit, in “Balkan Archiv”, Band 22/23 (1997/1998), p. 213 222.
7. On the object language/ metalanguage distinction in St. Augustine’s Works De dialectica and De Magistro, in David Cram, Andrew Linn, Elke Nowak (ed.), History of Linguistics, volume I: Traditions in Linguistics Worldwide, John Benjamins Publishing Company, 1999, p. 65 78. ISBN 90-272-4582-7 (Eur)/ 1 55619 321-4 (USA)
8. Ein Fall von ‘Widerstand durch Kultur’: Das nationale Eminescu Kolloquium, în “Balkan Archiv”, Band 24 (1999), p. 23 30.
9. Die latinistische Strömung und die Herausbildung des modernen romänischen Identitätsbewusstseins, în “Deutsch Rumänische Hefte”, Berlin, Jahrgang III, Heft 1 2, Frühjahr 2000, p. 7 11 (partea I) și Heft 2 3, Herbst 2000, p. 16 19 (partea a II a).
10. Sprachplanung, Sprachlenkung und institutionalisierte Sprachpflege: Rumänisch, în Gerhard Ernst/ Martin Dietrich Glessgen/ Christian Schmitt/ Wolfgang Schweickard (eds.), Romanische Sprachgeschichte/ Histoire des langues romanes, 2. Teilband, Walter de Gruyter, Berlin/ New York, 2006, p. 1430 1446. ISBN 98-3-11-017150-1.
11. Geschichte der Sprache der Politik, des Rechts und der Verwaltung in der Romania. Rumänisch, în vol. Gerhard Ernst/ Martin Dietrich Glessgen/ Christian Schmitt/ Wolfgang Schweickard (eds.), Romanische Sprachgeschichte/ Histoire des langues romanes, 2. Teilband, Walter de Gruyter, Berlin/ New York , 2006, p. 2103 2112. ISBN 98-3-11-017150-1.
12. Stilul politic și juridic administrativ românesc. Prezentare diacronică, în “Balkan Archiv”, Band 25 (2004), p. 25 70.
13. Pour une typologie des transfers lexico sémantique dans les traductions bibliques. Le cas du vieux roumain, în vol. Montserrat López Díaz/ María Montes López (eds.), Perspectives fonctionelles: Emprunts, économie et variation dans les langues, Editorial Axac, Santiago de Compostela, 2006 (“Actes du XXVIIIe Colloque de la Societé internationale de linguistique fonctionelle”, Santiago de Compostela, 20-26 septembre 2004), p. 193 199. ISBN 84-933341-7-0.
14. Die ersten literarischen rumänischen Texte. Inhalt, Datierung, Herkunft, kulturhistorische Bedeutung, în “Balkan Archiv”, Neue Folge, Band 30 31 (2005 2006), Wissenschaftlicher Verlag A. Lehmann, Veitshöchheim, 2009, p. 205 267. ISSN: 0170 8007.
15. Das choronymische Mikrosystem des Rumänischen. Eine historische Darstellung, în vol.: Wolfgang Ahrens, Sheila Embleton, André Lapierre (eds), Names in Multi Lingual, Multi Cultural and Multi Ethnic Contact. Proceedings of the 23rd International Congress of Onomastic Sciences, August 17 22, 2008, York University, Toronto, Canada, Published by York University, Toronto, Canada, 2009, p. 740 750. ISBN: 978 1 55014 521 2.
16. Le nid ethno choronymique «juif» en roumain. Approche historique et systématique, în Maria Iliescu, Heidi Siller-Runggaldier, Paul Danler (eds), „Actes du XXVe Congrès International de Linguistique et de Philologie Romanes“ (Innsbruck, 3 8 septembre 2007), tom. III, De Gruyter, 2010, p. 325 336. ISBN: 978-3-11-023191-5.
17. Sulla tradizione biblica romena. Dissociazioni di principio, în „Quaderni della Casa Romena di Venezia“, VII, 2010. «Atti del Congresso Internazionale «La Tradizione biblica romena nel contesto europeo» (Venezia, 22 23 aprilie 2010), a cura di Eugen Munteanu, Ana Maria Gînsac, Corina Gabriela Bădeliță, Monica Joița, Editura Universității «Alexandru Ioan Cuza», Iași, 2010, p. 15 26. ISSN: 1583 9397.

#### În reviste sau volume colective din România
1. Eminescu, note asupra poeticului, în OS, nr. 2, 1977, p. 3 4.
2. Blaga, sensuri ale integralității, în OS, nr. 1, 1978, p. 4.
3. Complexul mitopoetic al “descifrării” la Eminescu, în OS, nr. 4 5, 1978, p. 7 8.
4. Eul cosmic eminescian, în “Cronica”, nr. 24, 16 iunie 1978, p. 7, 8.
5. Tragediile lui Seneca în românește, în “Cronica”, nr. 1, 4 ianuarie 1980, p. 8.
6. Niveluri structurale în Eneida lui Vergilius, în vol. Traian Diaconescu (ed.), Antichitatea și moștenirea ei spirituală, I, Iași, 1981, p. 170 176.
7. Limbaj și ființă în poetica eminesciană, în “Caietele Eminescu”, Iași, 1980, p. 77 84.
8. Eminescu și “ruptura” conștiinței europene moderne, în ANLL, XXIX (1983 1984), B literatură, p. 45 63.
9. Note asupra DOOM, în AUI, tom. XXX (1984), secț. III, e lingvistică, p. 73 79.
10. Natura semiotică a raporturilor dintre dialectică și retorică la Aurelius Augustinus, în vol. Petru Ioan (ed.), Filosofia și problematica lumii contemporane, Iași, 1986, p. 105 114.
11. Asupra distincției limbaj obiect/ metalimbaj în lucrările lui Augustin De dialectica și De magistro, în ANLL, XXXI (1986 1987), A lingvistică, p. 9 21.
12. Semnificație, desemnare, denotare, în AUI (serie nouă), secț. III, B filosofie, tom. XXIII (1987), p. 93 94.
13. Despre traducere și despre limbile de cultură, în “Dialog”, anul XVIII, noiembrie 1986, p. 6.
14. Configurația cîmpului semantic referitor la noțiunile din sfera cunosșterii în Biblia de la București (1688), în comparație cu originalul grecesc al traducerii, în AUI (serie nouă), lingvistică, tom. XXXV, secț. III, 1989, p. 43 62.
15. Tipuri de calcuri lexicale în Biblia de la București (1688) și în versiunile preliminare contemporane (cu exemplificări din Cartea înțelepciuniii lui Solomon), în AUI, lingvistică, tom. XXXVI, 1990, p. 59 112.
16. Dosoftei, Parimiile preste an (Fragmente teologico filosofice), selecție, transcriere interpretativă și prezentare, în LRC, nr. 2 4 (1991), p. 46 49.
17. Etre et langage dans la poétique d’Eminescu, în AUI, tom. XXXVII, filosofie, nr. 1 2, 1991, p. 100 104.
18. Un fenomen de transfer semantic: lexicalizarea în limba română literară veche a conceptului biblic “aproapele”, în LR, XLI, 1992, nr. 1 2, p. 51 56.
19. Eugenio Coseriu, o expresie desăvîrșită a geniului științific românesc, articol introductiv la studiul lui Eugenio Coseriu, Theophylactus, II, 15. O contribuție la clarificarea lui torna, torna, fratre, traducere din limba germană și adaptare de Eugen Munteanu, în LRC, anul II, nr. 1 din 1992, p. 51 62.
20. Latina medievală ca “limbă a tradiției”și începuturile limbilor literare europene moderne, în vol. Traian Diaconescu (ed.), Antichitatea și moștenirea ei spirituală, II, Iași, 1993, p. 85 97.
21. Mărturisirea ortodoxă a lui Petru Movilă (1642) și formarea terminologiei teologice românești, în vol. 350 de ani de la Sinodul de la Iași, 1642 1992 (AUI teologie, Tom. I 1992), p. 105 114.
22. Componenta aristotelică a gîndirii lingvistice coseriene, în vol. Omul și limbajul său. Studia linguistica in honorem Eugenio Coseriu, număr special din AUI, lingvistică, tom. XXXVII XXXVIII (1991 1992), Iași, 1993, p. 73 83.
23. Natura semiotică a numelui lui Dumnezeu în gîndirea teologică a lui Thomas de Aquino, în vol. Colocviul Internațional de Științe ale Limbajului. Lingvistică, semiotică, poetică, stilistică, vol. I, Suceava, 1992, p. 99 103.
24. Reflexe în tradiția românească a unei expresii neotestamentare: a!rto" e!piouvsio" (Mat. 6:12, Luc. 11:3), în ANLL, nr. XXXII XXXIII (1991 1992), p. 153 171.
25. Eugen Coșeriu, Simbol, semn, cuvînt, traducere și adaptare în limba română de Eugen Munteanu, în AUI, tom. XXXIX (1993), secț. 3 lingvistică, p. 5 22.
26. Lexicalizarea în limba română literară veche a conceptului “conștiință”, în SCL, nr. 3, 1993, p. 320 335.
27. Die rumänische Lexikalisierung des ‘Bewusstsein’ Bergriffs, în AUI, tom. XXXIX (1993), secț. e lingvistică, p. 69 87.
28. Universalism medieval și particularism ironic modern, în “Contrapunct”, anul V, nr. 11 (160), noiembrie 1994, p. 4.
29. Urmașii gr. provnoia în limba română literară veche, în AUI, tom. XL (1994), secț. e lingvistică, p. 23 38.
30. A fost păstrat numele împăratului Traian în tradiția populară romînească?, în “Convorbiri literare”, Iași, nr. 1, ianuarie 1999, p. 7.
31. Miron Costin și Laurentius Toppeltinus: între imitarea sintaxei latine și manierismul retoric, în AUI, tomul XLVI XLVII (2000 2001) — Omagiu profesorului Alexandru Andriescu, p. 85 102.
32. Câteva reflecții asupra statutului actual al cercetării filologice românești, în vol. Ofelia Ichim/ Florin Teodor Olariu, Identitatea limbii și literaturii române în perspectiva globalizării, Editura Trinitas, Iași, 2002, p. 113 118.
33. Aspecte ale creativității lexicale în terminologia filosofică actuală, în vol. Ofelia Ichim/ Florin Teodor Olariu, Limba și literatura română în spațiul etnocultural dacoromânesc și în diaspora, Editura Trinitas, Iași, 2003, p. 182 213.
34. Dinamica istorică a cultivării instituționalizate a limbii române, în “Revista română”, Iași, anul IV, nr. 4 (34), decembrie 2003, p. 6 (I), nr. 1 (35), martie 2004, p. 7 (II); nr. 2, iunie 2004, p. 6 (III); nr. 3, octombrie 2004, p. 6 (IV); nr. 4 (38), decembrie 2004, p. 6 (V).
35. Lecturi humboldtiene, în “Timpul”, Iași, nr. 1, ianuarie, 2004, p. 21 (I), nr. 2, februarie 2004, p. 19 (II), nr. 3, martie 2004, p. 19 (III).
36. Interferențe lingvistice greco române în actul traducerii (Mărgăritarele lui Ioan Hrisostomul, București, 1691), în AUI, lingvistică, tomurile XLIX L (2003 2004) (“Omagiu D. Irimia”), p. 349 365.
37. Câteva note critice privitoare la un recent dicționar, în “Idei în dialog”, nr. 4 (7), aprilie 2005, p. 11 13.
38. Un caz de inconsecvență ortografică cu motivație confesională: I(i)sus H(ch)ristos, în “Idei în dialog”, nr. 8 (11), august 2005, p. 13 16, retipărit în AUI, tom. XLIV XLVI (2004 2006), Iași, 2007, p. 31 43.
39. Eugenio Coseriu. Fundamente filosofice ale unei “lingvistici integrale”, în vol. Șt. Afloroaiei (coord.), Ideea europeană în filosofia românească, I (număr special al revistei “Hermeneia”), Iași, 2005, p. 126 135.
40. Etno horonimie românească (EHR). Dicționar istoric al numelor de țări și de popoare în română. Prezentarea unui proiect în AUI, lingvistică, tom. LI (2005) (“Omagiu C. Frâncu”), p. 321 350).
41. Hans Georg Gadamer: Limba ca medium al ființei umane, în vol. Mihaela Lupu, Eugen Munteanu, Florin-Teodor Olariu, Iulian Popescu (ed.), Signa in rebus. Studia linguistica et semiologica in honorem M. Carpov, Editura Universitatii „Alexandru Ioan Cuza”, Iași, p. 281 290.
42. Semnificații ale unei vechi polemici. Andrei Șaguna împotriva lui Ion Heliade Rădulescu în jurul traducerii Bibliei în limba română, în vol. Marius-Radu Clim, Ofelia Ichim, Laura Manea, Florin Teodor Olariu (ed.), Identitatea culturala romaneasca in contextul integrarii europene, Editura Alfa, Iași, 2006, p. 241-262.
43. Lexicul constituțional românesc, în “Idei în dialog”, nr. 5 (20), mai 2006, p. 46-47.
44. Mitropolitul Varlaam, cărturar și reformator al limbii române literare, în vol. Leastvița sau Scara raiului de Ioan Scărarul. Ediție jubiliară dedicată Sfântului Ierarh Varlaam, Mitropolitul Moldovei, autorul traducerii. Ediție, notă asupra ediției și glosar de Oana Panaite, prefață și revizuirea transcrierii interpretative de Eugen Munteanu, tipărită cu binecuvântarea P.S. Daniel, Mitropolitul Moldovei și Bucovinei, Locțitor de Patriarh al Bisericii Ortodoxe Române, Trinitas, Iași, 2007, p. 7 21. ISBN 978-973-155-014-5.
45. Ein Fall orthographischer Inkonsequenz mit konfesioneller Motivation: I(i)sus H(ch)ristos, în vol. Sanda Reinheimer Râpeanu/ Ioana Vintilă Rădulescu (ed.), Limba română limbă romanică. Omagiu acad. Marius Sala la împlinirea vârstei de 75 de ani, Editura Academiei Române, București, 2007, p. 397 412. ISBN: 978 973 27-1552-9.
46. Lexicalizarea în limba română a conceptelor de origine biblică, în „Tabor”. Revistă de cultură și spiritualitate românească editată de Mitropolia Clujului, Albei, Crișanei și Maramureșului, nr. 1, anul III, aprilie 2009, p. 35 54, retipărit în: Viorel Barbu (ed.), Prelegeri academice, vol. VII, Editura Academiei Române, București, 2009, p. 47 60.
47. Repere ale tradiției biblice romînești (I III), în „Idei în dialog”, anul V. Nr. 4 (55), aprilie 2009, p. 22 24, nr. 5 (56), p. 34 36) și nr. 6 (57), p. 25 27.
48. Câteva reflecții asupra receptării ideilor humboldtiene în opera lui A. Philippide, în „Philologica Jassyensia“, an V, nr. 1 (9), 2009, p. 62 68.
49. Les reflets en roumain du syntagme a!rto" ejpiouvsio" (Matthieu 6:11, Luc 11:13), în „Biblicum Jassyense. Romanian Review for Biblical Philology and Hermeneutics“, volume 1, Iași, 2010, p. 91 148.
50. O prietenie exemplară. Petru Caraman și Gheorghe Ivănescu în corespondență, în „Limba Română“, nr. 1 2, anul XXI, Chișinău, 2011, p. 35 41 (I), nr. 3 6, anul XXI, Chișinău, 2011, p. 271 276 (II) și nr. 7 8, anul XXI, Chișinău, 2011, p. 166 174 (III).
51. Câteva reflecții despre posteritatea imediată a lui Eugeniu Coșeriu, în „Limba Română“, nr. 7 8, anul XXI, Chișinău, 2011, p. 38 44.
52. Vigoare și tenacitate, în „Limba Română“, nr. 3 6, anul XXI, Chișinău, 2011, p. 15.
53. Tradiția biblică românească. Coordonate, stadiu al cercetării, potențial, în: Eugen Munteanu (coord.), Receptarea Sfintei Scripturi, între filologie, hermeneutică și traductologie. Lucrările Simpozionului Național «Explorări în tradiția biblică românească și Europeană», Iași, 28 29 octombrie 2010, Editura Universității «Alexandru Ioan Cuza», Iași, 2011, p. 11 20.
54. (în colaborare cu Lucia Gabriela Munteanu), Un eveniment filologic de excepție: publicarea unei versiuni românești din secolul al XVIII lea a Bibliei, tradusă după Vulgata, în vol.: Gheorghe Chivu, Alexandru Gafton, Adina Chirilă (coord.), Filologie și bibliologie. Studii [în onoarea profesorului Vasile Țâra], Editura Universității de Vest, Timișoara, 2011, p. 253 268.

### Recenzii și note asupra unor lucrări de specialitate
1. Iosif Constantin Drăgan. Noi, tracii. Craiova, 1976, în OS, nr.6, 1976, p. 7.
2. Al. Săndulescu, Introducere în opera lui Liviu Rebreanu, București, 1976, în AUI, secț. III, F. literatură, tom. XII, 1977, p. 113 133.
3. Dan Horia Mazilu, Barocul în literatura română din secolul al XVII lea. București, 1977, în ANLL, tom. XXVI, 1977 1978, p. 229 230.
4. Raționalitate și discurs. vol. I II, Iași, în “Buletinul informativ al Universității Al. I. Cuza”, Iași, 1983, p. 111 113.
5. Dacoromania. Jahrbuch für östliche Latinität, nr. 5 (1978 1980), Freiburg München, în ANLL, XXIX, 1983 1984, A lingvistică, p. 554 555.
6. Etudes romanes de Brno, X (1982), în ANLL, XXIX (1983 1984), A lingvistică, p. 560.
7. Linguistica, Ljubliana, XXII (1982), în ANLL, 1983 1984, A lingvistică, p. 561.
8. Henz Bechert (ed), Die Sprache der ältesten buddistichen Überlieferung, Göttingen, 1980, în ANLL, XXIX (1983 1984), A lingvistică, p. 561 562.
9. Herbert Jakuhn, Walter Janssen, Ruth Schmidt Wiegand, Heinrich Tiefenbach (ed), Das Handwerk in vor und frügeschichtlicher Zeit, Teil II, Archäologische und philologische Beiträge, Göttingen, 1983, în ANLL, XXIX (1983 1984), A Lingvistică, p. 562 563.
10. Caterina Conio, I gradi dell’essere e gli stati di coscienza nei testi classici indiani, Milano, 1979, în ANLL, XXIX (1983 1984), B literatură, p. 334.
11. Annali della Scuola Normale Superiore di Pisa, Serie III, vol. XII (1982), în ANLL, XXIX (1983 1984), B literatură, p. 334 335.
12. Maria Luiza Scevola, Rilievi sulla religiozitŕ di Costantino, Milano, 1982, în ANLL, XXIX (1983 1984), B literatură, p. 335.
13. Paola Venini, Peanio, traduttore di Eutropio, Milano, 1982, în ANLL, XXIX (1983 1984), B literatură, p. 335.
14. Res referrunt repertae (Niilo Valonen), Helsinki, 1983, în ANLL, XXIX (1983 1984), B literatură, p. 336.
15. Berndt Moeller, Hans Patze, Karl Stackmann (ed.), Studien zur städtischen Bildungswesen des späten Mittelalters und der frühen Neuzeit, Göttingen, 1983, în ANLL, XXIX (1983 1984), B literatură, p. 336 337.
16. Andrei Cornea, Mentalități culturale și forme artistice în epoca romano bizantină (300 800), București, 1984, în ANLL, XXIX (1983 1984), B literatură, p. 73 79.
17. O carte de sintaxă (recenzie a lucrării lui Dumitru Irimia, Structura gramaticală a limbii române, Iași, 1984), în “Cronica”, XIX, nr. 11 (946), 16 martie 1984, p. 5.
18. Caietele Eminescu, V, 1984, în “Cronica”, XIX, nr. 14 (949), 6 aprilie 1984, p. 5.
19. Anuar de lingvistică și istorie literară, în “Buletinul informativ al Universității Al.I.Cuza”, iulie decembrie 1984, p. 76 77.
20. Helga Crössmann Osterloh, Die deutsche Einflüsse auf das Rumänische, Tübingen, 1985, în vol Andrei Corbea și Octavian Nicolae (ed.), Rumänisch deutsche Kulturinterferenzen, Iași, 1986, p. 227 231.
21. Al. Gonța, Satul în Moldova medievală, București, 1986, în ANLL, XXXI (1986 1987), A lingvistică, p. 423 428.
22. Emanuele Banfi, la sostanziale balcanizzazione del teritorio romeico e della lingua neogreca, Milano, 1982, în ANLL, XXXI (1986 1987), A lingvistică, p.433 438.
23. Zeitschrift für Balkanologie, XX, nr. 1 2, în ANLL, XXXI (1986 1987), A lingvistică, p. 447 450.
24. John William Wevers, Text History of the Greek Leviticus, Göttingen, 1986, în ANLL, XXXII (1988 1991), A lingvistică, p. 225 226.
25. Zeitschrift für Literaturwissenschaft und Linguistik. Eine Zeitschrift der Universität Gesamthochschule Siegen, Jahrgang 16/1986: Sprachverfall? Hrsg. von Helmut Kreuzer, în AUI, lingvistică, tom. XXXVI (1990), p. 139 140.
26. Karl Stackmann, Deutsche Inschriften. Fachtagung für mittelalterliche und neuzeitliche Epigraphik, Lüneburg, 1984, în ANLL, XXXII (1988 1991), A lingvistică, p. 226 227.
27. William M. Calder , Robert l. Fowlwr, The preserved Letters of Ulrich von Willamowitz Moellendorf to Eduard Schwartz, München, 1986, în ANLL, XXXII (1988 1991), A lingvistică, p. 227 228.
28. La habla culta de la ciudad de Buenos Aires. Materiales para su estudio, Buenos Aires, vol I II, 1987, în ANLL, XXXII (1988 1991), A lingvistică, p. 232.
30. Un autor inclasabil, o carte inc(l)asabilă. Recenzie a lucrării Povestea vorbei care umblă. Două încercări despre (Idi)om de Gabriel Mardare, Iași, Editura Timpul, 2001, în “Convorbiri literare”, anul CXXXV, serie nouă, noiembrie 2001, nr. 11 (71), p. 33.
31. Ion Gheție, Graiurile dacoromâne în secolele al XIII lea—al XVI lea (până la 1521), Editura Academiei Române, București, 2000, în AUI, secț. III e, lingvistică, tom XLVIII (2002), p.171 172.

### Conferințe, prelegeri și seminarii în străinătate
1. Le paradoxe roumain: entre orthodoxie et latinité, conferință prezentată la Universitatea din Münster, Germania, în cadrul Seminarului de Romanistică, la data de 10 iulie 1997 și repetată la Universitatea Sorbona Paris IV, în cadrul Seminarului de Studii Patristice, 15 noiembrie 1998.
2. Les traductions bibliques dans la culture roumaine. Perspectives philologiques, conferință prezentată la Universitatea Sorbona Paris IV, în cadrul URF d’Italien et de Roumain, 22 noiembrie 1998.
3. Saint Augustin dans la culture roumaine, conferință prezentată la Institutul de Studii Augustiniene din Paris la data de 12 decembrie 1998.
4. Über den Ursprung der Rumänischen Sprache. Neue Perspektiven, conferință prezentată al Seminarul de Romanistică al Universității din Trier, 27 mai 2001.

### Comunicări științifice

#### La întruniri științifice internaționale
1. Hypostases orphiques dans l’existence poétique d’Ovide, comunicare prezentată la Congresul Internațional “Omnium gentium secundus conventus ovidianis studiis fovendis”, Constanța, 26 31 august 1980.
2. Die rumanische Lexikalisierung von griech. suneivdhsi", comunicare prezentată la Septième Congrès International d'Etudes du Sud Est Européen, Thessalonique, 29 août 4 septembre 1994.
3. Slavon ou latin? Une rèexamination du problème de la langue source des plus anciennes traductions roumaines du Psautier, comunicare prezentată la al XXI lea Congres Internațional de Lingvistică și Filologie Romanică, Palermo, 18 24 septembrie 1995.
4. Der Unterschied zwischen Sprache und Metasprache beim heiligen Augustin, comunicare prezentată la a VII a Conferință Internațională de Istoria Ideilor Lingvistice, Oxford, 11 17 septembrie 1996.
5. Le Rôle de la Bible dans la formation du vocabulaire intellectuel du vieux roumain littéraire, comunicare prezentată la conferința internațională “Romania I Romanistischer Dachverband”, Jena, 29 oct. 2 nov. 1997.
6. Pour une typologie des transferts lexico sémantiques dans les traductions bibliques. Le cas du vieux roumain, comunicare prezentată al XXVIII lea Colocviu Internațional de Lingvistică Funcțională, Santiago de Compostela, 20 26 septembrie 2004.
7. Die Zukunft der Rumänistik im deutschsprachigen Raum, comunicare prezentată la “Kolloquium des Balkanromanistenverbandes”, Berlin, 6 7 mai 2005.
8. Ethnonimie roumaine. Dictionnaire historique des noms de peuples et de pays en roumain. Présentation d’un projet, comunicare prezentată la al XXII lea Congres Internațional de Științe Onomastice, Pisa, 28 aug. — 4 sept. 2005.
9. Orthographische Inkonsequenz mit konfessioneller Motivation: I(i)sus H(ch)ristos, comunicare prezentată la ediția a IV a a colocviului «Forum Romania», organizat de Österreischische Ost- und Südosteuropa-Institut, Viena, 29 30 noimebrie, 2006.
10. Grundfragen der rumänischen Philologie aus sprachpolitischer Sicht, comunicare prezentată la Simpozionul Internațional «Das Potential Europäischer Philologien: Geschichte, Leistung, Funktion», Osnabrück, 25 28 aprilie 2007.
11. Le champs ethno-choronymique "hebreu" en roumain. Approche systematique et historique, comunicare prezentată la al XXV lea Congrès International de Linguistique et de Philologie Romanes, Innsbruck, 3-8 septembrie 2007.
12. Übersetzung als Texterfahrung, comunicare prezentată la colocviul «Übersetzung zwischen Beruf und Berufung», organizat de Centrul Cultural Român din Viena, 17 noiembrie 2007.

#### La întruniri științifice naționale
1. Observații asupra căilor de ameliorare a competenței și performanței lingvistice la elevi, comunicare prezentată la Sesiunea de comunicări a profesorilor de limba română, Iași, 30 mai 1980.
2. Niveluri structurale în Eneida lui Vergilius, comunicare prezentată la Sesiunea Națională a Societății de Studii Clasice din România, Iași, 31 mai 1 iunie 1980.
3. Motivul reintegrării cosmice în opera lui Mihai Eminescu, comunicare prezentată la Sesiunea comemorativă “Eminescu”, Botoșani, 7 iunie 1980.
4. Trepte ale interpretării textului poetic în școală, comunicare prezentată la Colocviul Național “Creativitate și eficiență în învățămînt”, Ploiești, 27 29 iulie 1983.
5. Sens și semnificație în semantica contemporană, comunicare prezentată la Sesiunea anuală a Centrului de Lingvistică, Istorie Literară și Folclor, Iași, 27 29 mai 1984.
6. Natura semiotică a raporturilor între dialectică și retorică în concepția lui Augustin, comunicare prezentată la al IV lea Colocviu Național de Lingvistică, Poetică, Stilistică, Iași, 14 16 iunie 1985.
7. Asupra distincției limbaj obiect/ metalimbaj în De dialectica lui Augustin, comunicare prezentată la Sesiunea anuală a Centrului de Lingvistică, Istorie Literară și Folclor, Iași, 25 26 iunie 1985.
8. Limbaj obiect/metalimbaj în dialogul augustinian De Magistro, comunicare prezentată la Sesiunea Națională a Societății de Studii Clasice din România, Timișoara, 19 30 octombrie 1985.
9. Propuneri pentru o abordare contrastiv comparativă a unui cîmp semantic, comunicare prezentată la Sesiunea anuală a Centrului de Lingvistică, Istorie Literară și Folclor, Iași, 20 21 iunie 1986.
10. Atestări lexicale în Biblia de la București (1688) și în manuscrisele contemporane paralele, comunicare prezentată la Sesiunea anuală a Centrului de Lingvistică, Istorie Literară și Folclor, Iași, 19 20 iunie 1987.
11. Latina medievală ca “limbă a tradiției” și începuturile limbilor literare europene moderne, comunicare prezentată la Sesiunea Națională a Societății de Studii Clasice din România, Iași, 20 21 mai 1988.
12. Note lexicale (rom. trup și băzăr, lat. turtur), comunicare prezentată în cadrul Seminarului de Lingvistică al Centrului de Lingvistică, Istorie Literară și Folclor, Iași, 6 decembrie 1989.
13. Pentru o tipologie a calcurilor lexicale în etapele de început ale limbii române literare, comunicare prezentată la Sesiunea științifică închinată centenarului Eminescu Creangă, Iași, 12 13 mai 1989.
14. Un concept paneuropean de sorginte biblică: “aproapele”, comunicare prezentată la Sesiunea anuală a Centrului de Lingvistică, Istorie Literară și Folclor, Iași, 23 24 iunie 1990.
15. Un fenomen de transfer semantic: lexicalizarea în româna literar veche a unor concepte de sorginte biblică (“conștiință”, “providență”), comunicare prezentată la Congresul al IV lea al Filologilor Români, Timișoara, 4 6 iulie 1991.
16. Adaptarea ortoepică a numelor proprii greco latine, comunicare prezentată la Conferința națională de filologie “Limba română azi”, Iași Chișinău, 28 31 august 1991.
17. Actualitatea logicii scolastice, comunicare prezentată în cadrul seminarului “Logica în orizontul postmodernității”, Iași, 25 octombrie 1991.
18. Miron Costin și Laurentius Toppeltinus: între imitarea sintaxei latine și manierismul retoric, comunicare prezentată în cadrul Colocviului “Miron Costin. 300 de ani de la moarte”, Iași Roman, 22 23 noiembrie 1991.
19. “Pîinea noastră cea de toate zilele” — reflexe în tradiția românească, comunicare prezentată la Sesiunea anuală a Institutului de Filologie Română “Alexandru Philippide”, 23 24 martie 1992.
20. Componenta aristotelică a gîndirii lingvistice coșeriene, comunicare prezentată la Colocviul internaționl omagial “Eugen Coșeriu, un mare lingvist contemporan”, Iași, 13 17 mai 1992.
21. Mărturisirea de credință a lui Petru Movilă și locul său în crearea terminologiei teologice românești, orezentată la Sesiunea festivă dedicată aniversării a 350 de ani de la desfășurarea Sinodului de la Iași (1642 1992), organizată de Mitropolia Moldovei și Bucovinei și Facultatea de Teologie, Iași, 15 17 octombrie 1992.
22. Teme actuale în semiotica lui Toma de Aquino, comunicare prezentată la Colocviul Internațional de Științe ale Limbajului, ediția I, Suceava, 16 18 octombrie 1992.
23. Urmașii gr. provnoia în limba română. Privire diacronică, comunicare prezentată la Colocviul Internațional de Științe ale Limbajului, ediția a II a, Suceava, 15 17 octombrie 1993.
24. Limite ale creativității lexicale în terminologia filosofică actuală, comunicare prezentată la Conferința Națională de Filologie “Limba română — azi”, ediția a III a, Iași Chișinău, 28 31 oct. 1993.
25. Textul Bibliei ca obiect al studiului lingvistic din perspectiva istoriei limbii române literare, comunicare prezentată la al V lea Congres al Filologilor Români, Iași Chișinău Cernăuți, 6 10 iunie 1994.
26. Despre utilitatea unui dicționar istoric al entonimelor românești. Schița unui proiect, comunicare prezentată în cadrul sesiunii “Zilele Universității ieșene”, Iași, 11 octombrie 2001.
27. Biblia în limba română. Prezentare sintetică, comunicare prezentată la “New European College” din București la 5 aprilie 2002.
28. Câteva reflecții asupra statutului actual al cercetării filologice românești, comunicare prezentată an cadrul Simpozionului Internațional. “Identitatea limbii și literaturii române în perspectiva globalizării”, organizat de Institul de Filologie Română” A.Philippide” din Iași, 17 18 mai 2002.
29. Contacte lingvistice greco române în domeniul traducerii (Mărgăritare, București, 1691), prezentată la simpozionul Relații culturale româno grecești, Chișinău, 23 24 octombrie 2002.
30. Reforma învățămîntului superior în Germania. Obiective, conținuturi, perspective, protagoniști, conferință susținută la Centrul Cultural German Iași la data de 30 octombrie 2002.
31. Prezentarea volumului Raporturi lingvistice româno germane. Contribuții etimologic (Bacău, 2002) de Vasile Arvinte, la Centrul Cultural German din Iași, 11 martie 2003.
32. Traducerea textului biblic, între abordarea filologică și interpretarea confesională, raport prezentat în deschiderea Simpozionului “Traducerea Bibliei în actualitate”, Institutul Teologic “Emanuel”, Oradea, 11 aprilie 2003.
33. Limite ale creativității lexicale în terminologia filosofică actuală, comunicare prezentată în cadrul Simpozion Internaționl ”Limba și literatura română în spațiul etnocultural dacoromânesc și în diaspora”, Iași, 23 24 mai 2003.
34. Saussure, astăzi. Concluziile unui recent colocviu internațional de lingvistică funcțională, comunicare prezentată în cadrul Zilelor Universității, octombrie, 2004.
35. În cadrul cursurilor de vară de limba română, Iași, iulie 2002, conferința cu titlul: Începuturile culturii scrise românești. Condiții istorice și particularități specifice
36. În cadrul cursurilor de vară de limba română, Iași, iulie 2004, conferința cu titlul: Politici lingvistice privitoare le limba română în secolul al XIX lea: Ion Heliade Rădulescu și Titu Maiorescu
37. O polemică uitată: I. Heliade-Rădulescu versus A. Șaguna, în jurul traducerii Bibliei în limba română, comunicare prezentată la Simpozionul Internațional “Identitatea culturală românească în contextul integrării europene”, Iași, 22 23 septembrie 2006.
38. Varlaam, cărturar și reformator al limbii române literare, conferință prezentată la Colocviul Național organizat cu prilejul canonizării Mitropolitului Varlaam, Neamț, 29-30 august 2007.
39. Ortografierea numelui Iisus Hristos și implicațiile sale confesionale, conferință prezentată la Academia Română, București, în cadrul ciclului «Limba română și relațiile ei cu istoria românească», joi, 29 noiembrie 2007.

### Traduceri din limbile latină, greacă și germană (în publicații)
1. Sextus Propertius Carus, Elegii, traducere din limba latină și prezentare, în OS, nr. 1, p. 1984, 1984, p. 16.
2. Aurelius Augustinus, Despre limbaj și educație (Confessiones. I, 13 23), traducere din limba latină și prezentare, în OS, nr. 5 6, 1984, p.16.
3. Aurelius Augustinus, Poemul prieteniei (Confessiones, VII, 14), traducere din limba latină și prezentare, în “Dialog”. XVI, nr. 101 102, 1984, p. 16.
4. Aurelius Augustinus, Fragmente despre semne și limbaj, selecție, traducere din limba latină și prezentare, în “Dialog”, XVII, 107 108, 1985, p. 16.
5. Toma de Aquino, Despre fiind și esență (De ente et essentia), traducere din limba latină, prezentare și note, în “Dialog”, XVIII (1986), decembrie 1986, p. 16.
6. Plotin,Despre iubire (Enneades, III, v, 1 3), traducere din limba latină și prezentare, în OS, nr. 4 5, 1987, p. 16.
7. William Ockham, Logică și limbaj (Summa logicae, 1,1), traducere din limba latină, prezentare și note, în OP, nr. 5 (118), 1989, p. 8.
8. Sfîntul Augustin, Invocație, Meditație asupra timpului (Confessiones, I, i, 1 — I, v, 6; XI, xiv, 17 — XI, xxii, 29), traducere din limba latină și prezentare, în “Convorbiri literare”, nr. 5 6 7, 1992, p. 4 5.
9. Toma de Aquino, Argumentele existenței lui Dumnezeu (Summa Theologiae, I, q. II, a. 1 — I, q. II, a. 3), traducere din limba latină și prezentare, în “Convorbiri literare”, nr. 3 (1993), p. 10 11.
10. H. G. Gadamer, Spune mi de ce clubul tău de tenis este cel mai bun, prezentare și traducere, în “Dacia Literară”, anul V (serie nouă), nr. 13 (2/1994), p. 43 45).
11. Sfîntul Augustin, Confesiuni, 12 foiletoane, în “Timpul”, nr. 3, martie 1996 — nr. 3, martie 1997.
12. Meister Eckhart, Trei predici în limba germană, în “Dacia literară”, nr. 5, septembrie, 1998.

### Publicistică
1. Romanul și sensurile dezbaterii, în OS, nr. 1, 1977, p. 8.
2. Realul ca pretext, în OS, nr 8, 1977, p. 8.
3. Șt. Bănulescu, Cartea Milionarului, în OS, nr. 7, 1977, p. 8.
4. Cronică literară: Gabriela Scurtu, Călătorii imobile, Iași, 1978, în OS, nr. 2, 1978, p. 8.
5. Antinomiile și armonia totalității, în OS, nr. 3, 1978, p. 5.
6. George Bălăiță, Ucenicul neascultător, București, 1978, în OS, nr. 6, 1978, p. 8.
7. Recenzie radiofonică: Dionisie din Furna, Carte de pictură, trad. rom., București, 1979, în emisiunea “Carnet plastic”, la Radio Iași, 20 februarie 1980, ora 18:15 1830.
8. (În colaborare cu Remus Zăstroiu) Istoricul Centrului de Lingvistică, Istorie literară și Folclor, în “Buletinul informativ al Universității Al. I. Cuza”, ianuarie iunie, 1984, p. 33-42.
9. In memorian G. Ivănescu, în “Colegium”, nr. III (1987), Iași, 1988, p. 141-146.
10. A gîndi independent este cel mai prețios lucru pentru un tînăr. Un dialog cu Eugen Coșeriu despre idealul paidetic, realizat de Eugen Munteanu, în “Cronica”, nr. 11, 11-15 iunie 1992, p. 6 7, 15 (I) și nr. 12, 15-30 iunie 1992, p. 12, 15 (II).
11. De la mărturisire la mărturie. O discuție la care participă Ștefan Afloroaiei, Liviu Antonesei, Alexandru Călinescu, Valeriu Gherghel și Eugen Munteanu, în “Convorbiri literare”, nr.5 6 7, 1992, p. 12-14.
12. Ortografia și ignoranța fudulă, în “Cronica”, nr. 8 (1993), p. 12.
13. Note lexicale (cuvinte de sorginte biblică în limba română) în cadrul rubricii “Viața cuvintelor” a emisiunii “Planeta radio”, la Radio “România Actualități”: mărturie (joi, 23 dec. 1993, orele 1515 1520), primenire (miercuri, 5 ianuarie 1994, orele 1530 1545), carne vie, apă vie (vineri 4 februarie 1994, orele 1520 1525), societate (miercuri, 9 februarie 1994, orele 1520 1530), binecuvînta (miercuri, 16 februarie 1994 orele 1520 1525), diortositor (miercuri, 23 februarie orele 1515 1520), isop (miercuri, 16 martie 1994, orele 1530 1536), săvîrșire (joi, 24 martie 1994, orele 1520 1527), holocaust/arde de tot (joi, 14 aprilie 1994, orele 1525 1530), aproapele (joi, 21 aprilie 1994, orele 1530 1536), pîinea noastră cea de toate zilele (6 iulie 1994, orele 1530 1536 — partea I; 13 iulie 1994, orele 1530 1536 — partea a II a; 28 iulie 1994, orele 1530 1536 — partea a III a), Elemente lexicale de origine latină dispărute din limbă ( 9 august 1994, orele 1530 1536 — partea I; 5 septembrie 1994, orele 1530 1536 — partea a II a; 12 septembrie 1994, orele 1530 1536 — partea a III a), pronia (6 octombrie 1994, orele 1530 1536 — partea I; 9 noiembrie 1994, orele 1530 1536 — partea a II a).
14. Călătoria cu literatură, în “Timpul”, nr 1 (6), 1994, p. 9.
15. Despre limba și cultura română în universitățile pariziene, interviu luat de Teodora Stanciu și transmis la Radio România Cultural pe data de 26 decembrie 1997.
16. Despre activitatea lectoratului de limba română la Universitatea Sorbona Paris IV, interviu luat de Denise Theodoru și difuzat pe Radio România Actualități și Radio România Internațional în cursul lunii decembrie 1998.
17. Ce înseamnă a fi filolog, interviu luat de Gabriela Scurtu, transmis la postul de teliviziune “Europa Nova”, din Iași la 12 iulie 1998.
18. Interviu luat de Liviu Antonesei pentru postul de televiziune “TV-BIT” din Iași și transmis în ziua de 15 septembrie 2001, orela 16 17, în cadrul emisiunii “Cunoscut necunoscut”.
19. Cîteva reflecții nonconformiste despre reforma învățământului în România, în “Timpul”, Iași, februarie 2002, p. 2-3.
20. Coseriu, așa cum l-am cunoscut, în “Cronica”, septembrie, 2002, p. 13; articol republicat în “Limba română”, Chișinău, nr. 10 (2002), p. 12-14.
21. Despre reforma învățămîntului în Germania, în “Timpul”, Iași, nr. 10, octombrie 2002, p. 19 (I), nr. 11, noiembrie 2002, p. 15 (II) și nr. 12, decembrie 2002, p. 15 (III).
22. Autohtonism versus migraționism. Note despre oportunitatea reluării unei dezbateri de istorie a românilor, în “Timpul”, Iași, nr. 1, ianuarie 2003, p. 14 (I), nr. 2, februarie 2003, p. 18 (II), nr. 3, martie 2003, p. 14, (III), nr. 4, aprilie 2003, p. 14 (IV).
23. Monumenta linguae Dacoromanorum: un act de cultură cu semnificații majore, în “Timpul”, Iași, nr. 7 8, iulie-august, 2003, p. 18.
24. Răspuns la ancheta “Modelul Coșeriu”, în “Contrafort”, Chișinău, Anul X , nr. 10-11 (108 109), octombrie-noiembrie, 2003, p. 18.
25. Psalmii regelui David în cultura românească, intervenție la Radio România Cultural, în cadrul emisiunii “O samă de cuvinte”, joi 20 mai 2004, orele 15:15-15:30 (redactorul emisiunii: Teodora Stanciu).
26. Profesorul D. Irimia la 65 de ani, intervenție la Radio România Cultural, în cadrul emisiunii “O samă de cuvinte”, joi 3 noiembrie 2004, orele 15:20-15:30 (redactorul emisiunii: Teodora Stanciu).
27. Biblia ta, Biblia mea, intervenție la Televiziunea Româna I, 14 noiembrie 2006, orele 8:00-8:40 (partea I), 14 ianuarie 2007 (partea a II a). Redactorul emisiunii: Alina Vukovic.
21. Articole în Ziarul de Iași (începând din iunie 2018)
Sigle:
ANLL = Anuar de lingvistică și istorie literară, editat de Institutul de Filologie Română “A. Philippide” din Iași, 1965 și urm.
AUI = Analele științifice ale Universității “Al. I. Cuza” din Iași, 1950 și urm.
LR = Limba română, Editura Academiei Române, București, 1951 și urm.
LRC = Limba română, revistă trimestrială editată de Ministerul Științei și Învățămîntului din Republica Moldova, Chișinău, 1991 și urm.
OS = Opinia studențească, revistă de cultură, Iași, 1975 1989.
SCL = Studii și cercetări lingvistice, Editura Academiei Române, București, 1952 și urm.